# La Campana
La Campana er en by og kommune i det sydlige Spanien i provinsen Sevilla. Den har et indbyggertal på 5.132 (2024) indbyggere.